# Mam’zelle Nitouche
Mam’zelle Nitouche (traductibil ca „domnișoara Mironosiță“) este o operetă compusă de Florimond Ronger (Hervé) pe un libret în limba franceză de Henri Meilhac și Albert Millaud.
Premiera, în trei acte, a avut loc la 26 ianuarie 1883 la Théâtre des Variétés din Paris.
Subiectul operetei cuprinde multe aspecte luate chiar din viața compozitorului. Ridiculizează principiile și metodele de educație folosite în pensioanele de călugărițe, unde elevele primeau o educație artificială, ruptă de viață, departe de realitate dar plină predici religioase, de falsă pioșenie, transformându-le în mironosițe acre și speriate. Totodată satirizează obiceiurile rele deprinse de ofițeri care dădeau exemple negative subalternilor.

## Acțiunea
ACTUL I
TABLOUL I
Tânărul Celestin duce o dublă existență: la mânăstire ocupă postul de organist și maestru de muzică, iar seara, după ce-și termină serviciul, merge discret la teatru unde, sub numele de Floridor, repetă opereta sa “Babet și Cadet”. Colonelul Alfred Chateau - Gibus, fratele Maicii superioare a mânăstirii îi face o vizită acesteia, propunându-i să o mărite pe Denise de Flaviny, cea mai bună elevă a pensionului cu un locotenent din regimentul său, Fernand de Champlâtreux. În urma acestei căsătorii mânăstirea va primi o importantă donație. Denise, care iubește în taină teatrul, descoperă că Celestin este de fapt autor de operetă și dorește din tot sufletul să participe și ea la premieră. Tânărul locotenent Champlâtreux, nu prea încântat de o căsătorie silită, vine să o cunoască pe Denise, dar i se îngăduie doar să-i vorbească fără să o vadă. Celestin este înștiințat de Maica superioară că trebuie să o conducă pe Denise chiar în seara premierei operetei sale la Paris, la părintii ei care au chemat-o urgent. Denise rezolvă imediat încurcătura, propunându-i “maestrului de muzică” să plece cu trenul următor la Paris, ca să poată asista și ea la premieră.
TABLOUL II
În culisele teatrului Pontarcy, artiștii, directorul trupei și regizorul de culise sunt emoționați, cum este și firesc în seara premierei. Corinne, interpreta principală și vedeta trupei, extrem de capricioasă, datorită unor scene de gelozie, pleacă cu colonelul Chateaux Gibus după primul act, spre disperarea directorului. Dar Denise, care învățase în secret opereta pe dinafară salvează situația, interpretând ea rolul principal. În culise îl cunoaște pe tânărul locotenent Champlâtreux, neștiind că acesta îi fusese destinat ca soț, înainte de a pleca din mănăstire.
După terminarea premierei care s-a încheiat cu mare succes datorită Denisei, Floridor dorește să ajungă cu ea cât mai repede la Paris. Sar amândoi pe una din ferestrele teatrului, dar îi prinde o patrulă și îi arestează, luându-i drept hoți.
ACTUL II
TABLOUL III
În curtea regimentului, Floridor și Denise sunt aduși de un soldat și luați în primire de caporalul Loriot, cu intenția de a fi arestați ca niște delincvenți. Ofițerii din regiment, care au asistat la premiera operetei lui Floridor, au surpriza de a o reîntâlni pe “tânăra artistă” și pe autor. Cu toții doresc să bea o cupă cu șampanie, sărbătorind încă o dată succesul premierei, spre disperarea lui Floridor care are misiunea de a o duce pe Denise la Paris. În timpul acestei sărbătoriri apare locotenentul Champlâtreux. Este stupefiat în momentul în care o regăsește tocmai în curtea regimentului pe cea de care s-a îndrăgostit cu o seară înainte la teatrul “Pontarcy”. La sosirea Colonelului, Denise și Floridor trebuie ascunși și deghizați în soldați. Încercând să facă față situației, Denise îmbrăcată în recrut, cântă un cuplet militar. Datorită lui Champlâtreux și Loriot, cei doi reușesc să fugă din regiment, fără să li se descopere adevărata identitate.
TABLOUL IV
Pierzând toate trenurile spre Paris, Floridor și Denise se reîntorc la mânăstire inventând Maicii superioare o poveste din care a reieșit clar că Denise nu vrea să se mai mărite cu cel pe care i l-a ales familia. Colonelul Chateaux Gibus revine și el la mânăstire anunțându-și sora că nici locotenentul Champlâtreux nu vrea să se mai însoare, deoarece și-a permis să se îndrăgostească de o actriță. Astfel Denise află că tânărul locotenent e cel cu care ar fi trebuit să se căsătorească de la început. Spre surpriza tuturor, apare Louis de Flavigny, tatăl Denisei. Acesta a aflat că Champlâtreux nu e un ofițer atât de “neprihănit” și interzice căsătoria lui cu Denise. Dar situația se lămurește atunci când cei doi tineri se revăd la mânăstire. Își mărturisesc dragostea în ciuda protestelor domnului Louis de Flavigny și, mai mult decât atât, Denise se decide să devină actriță, împlinindu-și astfel visul.